# كريستوفر موراي
كريستوفر موراي (بالإنجليزية: Christopher Murray)‏ (و. 1957 – م) هو ممثل تلفزيوني، وممثل أفلام، وممثل، من الولايات المتحدة الأمريكية، ولد في لوس أنجلوس.

## وصلات خارجية
- كريستوفر موراي على موقع IMDb (الإنجليزية)
- كريستوفر موراي على موقع ألو سيني (الفرنسية)
- كريستوفر موراي على موقع أول موفي (الإنجليزية)
- كريستوفر موراي على موقع قاعدة بيانات الأفلام السويدية (السويدية)
- كريستوفر موراي على موقع قاعدة بيانات الفيلم (الإنجليزية)
- كريستوفر موراي على موقع كينوبويسك (الروسية)